# Open d'Espagne (taekwondo)
Pour les articles homonymes, voir Open d'Espagne.
L’Open d'Espagne est une compétition de taekwondo organisée annuellement par la Fédération suédoise de taekwondo.
Ce tournoi est un événement majeur dans le calendrier mondial du fait de son label « WTF-G1 ». En 2012 seulement, ce tournoi est élevé au rang « WTF-G2 ».

## Lieu des éditions
| Alicante   |
| Castellón  |
| Pontevedra |

## Palmarès hommes
| WTF-G1 | WTF-G1                     | WTF-G1            | WTF-G1              | WTF-G1               | WTF-G1            | WTF-G1            | WTF-G1                | WTF-G1          |
| Année  | -54 kg                     | -58 kg            | -63 kg              | -68 kg               | -74 kg            | -80 kg            | -87 kg                | +87 kg          |
| ------ | -------------------------- | ----------------- | ------------------- | -------------------- | ----------------- | ----------------- | --------------------- | --------------- |
| 2016   | César Rodríguez            | Carlos Navarro    | Youssef Aly         | Javier Pérez         | Julio Ferreira    | Hayder Shkara     | Abdelrahman Elgoharay | Sajjad Mardani  |
| 2015   | Jesús Tortosa              | Lucas Guzman      | Joel González       | Eduardo Longobardi   | Raul Martínez     | Oussama Oueslati  | Carlos Rivas          | Anthony Obame   |
| 2014   | Álex Falgas                | Guilherme Dias    | Mario Silva         | José Antonio Rosillo | Henrique Precioso | Hayder Shkara     | Daniel Ros            | Vedran Golec    |
| ETU-A  |                            |                   |                     |                      |                   |                   |                       |                 |
| 2013   | Meisam Bagheri Dehcheshmeh | Ruslan Poiseev    | Jaouad Achab        | Martin Stamper       | Raul Martínez     | Aaron Cook        | Payam Ghobadi Oughaz  | Sajjad Mardani  |
| WTF-G2 |                            |                   |                     |                      |                   |                   |                       |                 |
| 2012   | Carlos González            | Joel González     | Alexander Peregudov | José Fernández       | Raul Martínez     | Ramin Azizov      | Jon García            | Oleg Kuznetsov  |
| WTF-G1 |                            |                   |                     |                      |                   |                   |                       |                 |
| 2011   | Cesar Rodriguez            | Joel González     | Mario Silva         | Juho Kostiainen      | Uriel Adriano     | Nikolaos Tzellos  | Anthony Obame         | Zheng Yi        |
| 2010   | Gus Octavio Villa          | Pedro Póvoa       | Roberto Lorenzo     | Terrence Jennings    | Selçuk Aydın      | José Luis Ramírez | Douglas Marcelino     | Stephen Lambdin |
| 2009   | Adrián Cifuentes           | Joel González     | David Thomas        | José Fernández       | Raul Martínez     | Alberto Celestrin | Augustin Bata         | Gerardo Ortiz   |
| ETU-A  |                            |                   |                     |                      |                   |                   |                       |                 |
| Année  | -54 kg                     | -58 kg            | -62 kg              | -67 kg               | -72 kg            | -78 kg            | -84 kg                | +84 kg          |
| 2008   | Raúl Pacheco               | Mohammad Qatanani | Francisco Ramírez   | José Fernández       | Christian Seijo   | Fernando Rascado  | Angel Roman           | Gerardo Ortiz   |

## Palmarès femmes
| WTF-G1 | WTF-G1            | WTF-G1               | WTF-G1              | WTF-G1                | WTF-G1                | WTF-G1                | WTF-G1            | WTF-G1               |
| Année  | -46 kg            | -49 kg               | -53 kg              | -57 kg                | -62 kg                | -67 kg                | -73 kg            | +73 kg               |
| ------ | ----------------- | -------------------- | ------------------- | --------------------- | --------------------- | --------------------- | ----------------- | -------------------- |
| 2016   | Natalia Núñez     | Tijana Bogdanović    | Andrea Jerom        | Carolena Carstens     | Eva Calvo             | Melissa Pagnotta      | María Espinoza    | Ashley Arana         |
| 2015   | Fadia Farhani     | Brigitte Yagüe       | Tania Garcia        | Eva Calvo             | Marta Calvó           | Franka Anić           | Bianca Walkden    | Rosana Simón         |
| 2014   | Elaia Torrontegui | Lizbeth Diez Canseco | Sana Akrimi         | Talita Fernandes      | Marta Calvó           | Guo Yunfei            | Raphaella Pereira | Rosana Simón         |
| ETU-A  |                   |                      |                     |                       |                       |                       |                   |                      |
| 2013   | Hajer Mustapha    | Rukiye Yıldırım      | Hatice Kübra Yangın | Katia Calvar          | Dürdane Altunel       | Paige McPherson       | Milica Mandić     | Bianca Walkden       |
| WTF-G2 |                   |                      |                     |                       |                       |                       |                   |                      |
| 2012   | Rukiye Yıldırım   | Brigitte Yagüe       | Hatice Kübra Yangın | Hidaja Malak Wahba    | Gema Armesto          | Haby Niaré            | María Espinoza    | Anne-Caroline Graffe |
| WTF-G1 |                   |                      |                     |                       |                       |                       |                   |                      |
| 2011   | Sümeyye Manz      | Sümeyye Karaahmet    | Floriane Liborio    | Li Wanhui             | Estefanía Hernández   | Lua Maria Pineiro     | María Espinoza    | Karolina Kedzierska  |
| 2010   | Emilie Tran       | Margarita Espinoza   | Sapir Zabari        | Jelena Garidis        | Eva Calvo Gómez       | Sandra Šarić          | María Espinoza    | Sanja Stojakov       |
| 2009   | Rukiye Yıldırım   | Sanaa Atabrour       | Sibel Yıldırım      | Zeynep Kirez          | Tamara Willems Houben | Sevcan Tokac          | Sandra Lorenzo    | Gwladys Épangue      |
| ETU-A  |                   |                      |                     |                       |                       |                       |                   |                      |
| Année  | -47 kg            | -51 kg               | -55 kg              | -59 kg                | -63 kg                | -67 kg                | -72 kg            | +72 kg               |
| 2008   | Julia Volkova     | Annie-Pier Turcotte  | Anna Casabella      | Tamara Willems Houben | Jessica Otero         | Mouna Benabderrassoul | María Cazalla     | Karolina Kedzierska  |